# James H. DeCoursey
James H. DeCoursey Jr. (* 7. Juli 1932 in Kansas City, Kansas; † 17. Oktober 2016 in Topeka, Kansas) war ein US-amerikanischer Politiker. Zwischen 1969 und 1971 war er Vizegouverneur des Bundesstaates Kansas.
Die Quellenlage über James DeCoursey ist sehr schlecht. Sicher ist, dass er in Kansas City geboren wurde und später zumindest zeitweise in der Stadt Mission im Johnson County lebte. Politisch wurde er Mitglied der Demokratischen Partei. 1968 wurde er an der Seite von Robert Docking zum Vizegouverneur von Kansas gewählt. Dieses Amt bekleidete er zwischen dem 13. Januar 1969 und dem 11. Januar 1971. Dabei war er Stellvertreter des Gouverneurs. DeCoursey bewarb sich im Jahr 1970 auch erfolglos um einen Sitz im US-Repräsentantenhaus, unterlag aber dem Republikaner Larry Winn mit 46:53 Prozent der Stimmen.